# Melanargia limbata
Melanargia limbata är en fjärilsart som beskrevs av Heinrich Neustetter 1906. Melanargia limbata ingår i släktet Melanargia och familjen praktfjärilar. Inga underarter finns listade i Catalogue of Life.